# Hellerup IK
Hellerup Idræts Klub (HIK) – duński klub piłkarski z siedzibą w Hellerup koło Kopenhagi.

## Historia
Klub został założony 10 grudnia 1900. W 1929 przystąpił do rozgrywek Oprykningsserien, które były drugim poziomem ligowym. Występował w nich do 1936 – w tym roku zwyciężył w barażach o awans do najwyższej klasy rozgrywkowej, Mesterskabsserien, z Boldklubben 1908.  Najwyższe miejsce w niej zajął w sezonie 1938/1939, w którym był ósmy. W 1940 Hellerup przystąpił do mistrzostw Danii rozgrywanych pod niemiecką okupacją. W sezonach 1942/1943 oraz 1944/1945 doszedł do ćwierćfinału rozgrywek.
Po zakończeniu okupacji, Hellerup występował na drugim poziomie rozgrywkowym, w 2. division. W 1950 spadł do 3. division. W 1954 powrócił do 2. division. Trzy lata później przegrał baraże o drugą ligę z Aalborg BK i spadł do 3. division. W 1960 wywalczył kolejny awans do drugiej ligi duńskiej, jednak w 1963 nie utrzymał się w niej. Po raz kolejny w 2. division występował w 1981, jednak po jednym sezonie powrócił do 3. division. W 1984 spadł z rozgrywek szczebla centralnego, do których powrócił w 1991. W 1995 awansował do 1. division, która po reformie rozgrywek stała się drugim poziomem ligowym. Rok później Hellerup spadł do trzeciej ligi duńskiej. W 2002 powrócił do 1. division, z której spadł w następnym roku. W 2004 ponownie wywalczył awans na drugi poziom rozgrywkowy. Od 2008 występuje w 2. division.

## Sukcesy
- 4 sezony w najwyższej lidze duńskiej
  - Najlepszy wynik: 8. miejsce (1938/1939)
- Puchar Kopenhagi[8]:
  - Zwycięstwo (1): 1935
  - Finał (1): 1938

## Piłkarze
W historii klubu było 4 zawodników, którzy podczas gry w Hellerup reprezentowali Danię. Wśród nich najwięcej spotkań w kadrze narodowej rozegrał Ole Madsen, który w 50 meczach w latach 1958–1969 zdobył 42 bramki. Pozostali zawodnicy to Ralf Ginsborg (2 mecze w 1952), Reinholdt Christensen oraz Leslie Bolton (po 1 meczu w 1938).

## Stadion
W pierwszych latach działalności Hellerup rozgrywał swoje spotkania na obiektach pomiędzy Onsgårdsvej i Strandparksvej. W 1904 te tereny zostały przeznaczone na budowę osiedli mieszkaniowych, przez co klub został pozbawiony boiska. Do 1915 zespół występował na różnych obiektach. W tym roku zaczął występować na stadionie przy Phistersvej. Rozgrywał na nim spotkania do 2002.
Aktualnym domowym obiektem klubu jest Gentofte Sportspark w Gentofte o pojemności 3500 osób. Młodzieżowe zespoły grają na Hellerup Stadion o pojemności 1000 osób.